# معهد يريفان لأبحاث وتطوير الحاسوب
معهد يريفان لأبحاث وتطوير الحاسوب (الأرمنية: Երևանի մաթեմատիկական մեքենաների գիտահետազոտական ինստիտուտ (ԵրՄՄԳՀԻ) هو معهد بحث علمي رائد في مجال تكنولوجيا المعلومات والبرمجيات في جمهورية أرمينيا. تأسس من قبل حكومة اتحاد الجمهوريات الاشتراكية السوفياتية في عام 1956 في يريفان لتطوير معدات الكمبيوتر ليصبح بعدها مركزا رئيسيا لتطوير أجهزة الكمبيوتر وأنظمة التحكم الآلي لأغراض مدنية ودفاعية.
منذ بداية التسعينيات، عمل في المعهد أكثر من 7,000 موظف. كما يتوفر على رخصة أيزو 9000.
ويتجلى تخصصه في تصميم وتنفيذ نظم المعلومات الإدارية المعقدة لذلك تتضمن المحفظة الوظيفية المنتجات التالية:
- نظام قياس وتحكم المستخدم في مختلف شبكات توزيع المرافق مثل الكهرباء والغاز الطبيعي والمياه والطاقة الحرارية لأغراض القياس والتحكم والإدارة.
- نظم أمن الاتصالات المنفذة في عدد من الوكالات الحكومية والمصارف التجارية ؛
- نظم المعلومات الإدارية المستخدمة من قبل الضمان الاجتماعي والرعاية الصحية والمعاشات والوكالات والمنظمات الحكومية الأخرى؛
- التعرف الضوئي على الحروف وأنظمة تحويل النص إلى كلام.

## وصلات خارجية
- صفحة عن المعهد بموقع متحف الحاسوب الروسي